# 2000 AB255
2000 AB255, também escrito como 2000 AB255, é um objeto transnetuniano (TNO) que está localizado no cinturão de Kuiper, uma região do Sistema Solar. Ele é classificado como um cubewano. Ele possui uma magnitude absoluta (H) de 8,9 e, tem um diâmetro estimado com cerca de 73 km.

## Descoberta
2000 AB255 foi descoberto no dia 01 de janeiro de 2000 pelos astrônomos J. J. Kavelaars e A. Morbidelli.

## Órbita
A órbita de 2000 AB255 tem uma excentricidade de 0.100 e possui um semieixo maior de 43.084 UA. O seu periélio leva o mesmo a uma distância de 38.783 UA em relação ao Sol e seu afélio a 47.385.